# Winterhalten
Winterhalten ist ein Gemeindeteil der Stadt Feuchtwangen im Landkreis Ansbach (Mittelfranken, Bayern). Winterhalten liegt in der Gemarkung Aichenzell.

## Geografie
Die Einöde liegt am Brussengraben, der 0,75 km weiter östlich die Lohweiler speist und in Feuchtwangen als rechter Zufluss in die Sulzach mündet. 1 km nordwestlich liegt das Eichholz, 0,5 km westlich der Forlwald auf den Sulzachrandhöhen, einem Abschnitt der Frankenhöhe. Ein Anliegerweg führt zu einer Gemeindeverbindungsstraße (0,2 km nördlich), die nach Mosbach zur Kreisstraße AN 5 (3 km westlich) bzw. nach Feuchtwangen zur Bundesstraße 25 verläuft (1,2 km nordöstlich).

## Geschichte
Winterhalten lag im Fraischbezirk des ansbachischen Oberamtes Feuchtwangen. Im Jahr 1732 bestand der Ort aus zwei Halbhöfen. Das Stiftsverwalteramt Feuchtwangen war Grundherr der beiden Anwesen. An diesen Verhältnissen änderte sich bis zum Ende des Alten Reichs (1806) nichts. Von 1797 bis 1808 unterstand der Ort dem Justiz- und Kammeramt Feuchtwangen.
Mit dem Gemeindeedikt (frühes 19. Jahrhundert) wurde Winterhalten dem Steuerdistrikt und der Ruralgemeinde Aichenzell zugeordnet. Im Zuge der Gebietsreform in Bayern wurde Winterhalten am 1. Januar 1972 nach Feuchtwangen eingemeindet.

## Einwohnerentwicklung
| Jahr      | 001818 | 001840 | 001861 | 001871 | 001885 | 001900 | 001925 | 001950 | 001961 | 001970 | 001987 |
| Einwohner | 13     | 19     | 17     | 18     | 21     | 13     | 16     | 24     | 11     | 11     | 9      |
| Häuser    | 2      | 2      |        |        | 2      | 2      | 2      | 2      | 2      |        | 2      |
| Quelle    | [ 10 ] | [ 11 ] | [ 12 ] | [ 13 ] | [ 14 ] | [ 15 ] | [ 16 ] | [ 17 ] | [ 18 ] | [ 19 ] | [ 1 ]  |

## Religion
Der Ort ist seit der Reformation evangelisch-lutherisch geprägt und bis heute nach St. Johannis (Feuchtwangen) gepfarrt. Die Einwohner römisch-katholischer Konfession sind nach St. Ulrich und Afra (Feuchtwangen) gepfarrt.